# Capulidae
Capulidae J. Fleming, 1822 è una famiglia di molluschi gasteropodi della sottoclasse Caenogastropoda. È la sola famiglia della superfamiglia Capuloidea.

## Descrizione
I Capulidae sono una piccola famiglia di molluschi rari, principalmente di acque profonde, che variano ampiamente nella forma della conchiglia. Sebbene la forma della conchiglia sia notevolmente variabile, tutte le specie possiedono un periostraco spesso e appuntito.
La caratteristica anatomica che contraddistingue i Capulidae è una lunga pseudoproboscide mobile, formata dal propodio, utilizzata per l'alimentazione. Questo organo differisce dalla normale proboscide dei molluschi in quanto non è tubolare, ma presenta una fessura lungo il lato inferiore. Alcuni capulidi raccolgono cibo e pseudo-feci dagli ospiti dei molluschi e quindi possono essere considerati ectoparassiti. Ad esempio la specie del Queensland Capulus sycophanta vive all'esterno delle capesante, inserisce la pseudoproboscide attraverso un foro praticato nella capesante e ruba i prodotti di scarto dal loro ospite. Altre specie si posizionano vicino all'apertura dei vermi a ventaglio e usano la pseudoproboscide per rubare le particelle di muco raccolte dal verme.

## Tassonomia
La famiglia comprende 19 generi:
- Ariadnaria Habe, 1961
- Capulus Montfort, 1810
- Cerithioderma Conrad, 1860
- Ciliatotropis Golikov, 1986
- Discotrichoconcha Powell, 1951
- Hyalorisia Dall, 1889
- Icuncula Iredale, 1924
- Lippistes Montfort, 1810
- Neoiphinoe Habe, 1978
- Separatista Gray, 1847
- Sirius Hedley, 1900
- Torellia Lovén in Jeffreys, 1867
- Trichamathina Habe, 1962
- Trichosirius Finlay, 1926
- Trichotropis Broderip and G. B. Sowerby I, 1829
- Turritropis Habe, 1961
- †Vermeijia Amano, 2019
- Verticosta S.-I Huang & M.-H. Lin, 2020
- Zelippistes Finlay, 1926